# Третьякова Галина Миколаївна
Третьякова Галина Миколаївна (нар. 21 січня 1963, Новокубанка Цілиноградської області Казахської РСР) — українська політична діячка та фінансистка. Народна депутатка України IX скл., голова Комітету ВРУ з питань соціальної політики та захисту прав ветеранів, член фракції «Слуга народу».

## Життєпис
Галина Третьякова народилась у селі Новокубанці Казахської РСР. Після закінчення школи закінчила Харківський авіаційний інститут (інженер-механік авіаційних двигунів).
Згодом навчалась у Київському університеті ринкових відносин за фахом «фінанси» (здобула освітньо-кваліфікаційний рівень магістра) та Інституті міжнародних відносин КНУ ім. Шевченка. Має науковий ступінь кандидата економічних наук.

### Трудова діяльність
Трудову діяльність почала інженеркою-технологом у військовій частині. З 1999 року працювала головою правління УАСК «АСКА — життя». З 1991 до 1999 була директоркою зі страхової справи, першою заступницею генерального директора у тій же компанії.
У 2009—2010 роках була членкинею Комісії — директоркою департаменту тимчасового адміністрування фінансово-кредитних установ Державної комісії з регулювання ринків фінансових послуг.
У 2015—2019 роках входила до Громадських рад при Міністерстві соціальної політики України та Міністерстві охорони здоров'я України, з 2016 до 2019 — при Нацкомфінпослуг та Комітеті ВРУ з питань податкової та митної політики.
З 2017 року — експертка групи «Реформа фінансового сектору та пенсійної системи» у «Реанімаційному пакеті реформ». Була членкинею правління Пенсійного фонду України та головою Громадської ради при ПФУ.
2017 заснувала та очолила громадську організацію «Інститут громадянських свобод».

### Політика
Кандидат у народні депутати від партії «Слуга народу» на парламентських виборах 2019 року, № 54 у списку. Безпартійна. 29 серпня 2019 року отримала повноваження народного депутата IX скликання.
Була кандидаткою від «Слуги народу» на посаду голови комітету з питань соцполітики у Верховній Раді України IX скликання, обрана Головою цього комітету. На початку жовтня 2021 року керівники парламентських фракцій (всі, за винятком «Слуги народу») спільно висунули вимогу зняти Галину Третьякову з цієї посади.
Член делегації для участі у Тристоронній контактній групі, представник у робочій підгрупі з гуманітарних питань.
Третьякова є однією з розробниць проєкту пенсійної реформи та відстоює ідею підвищення віку для виходу на пенсію та запровадження накопичувальної пенсійної системи — виключно на індивідуальні рахунки фізичних осіб.
У лютому 2020 року заявила про можливість ліквідації Пенсійного фонду і передачу його функцій Мінфіну або Держказначейству, або перетворення ПФУ разом із фондами соціального страхування та безробіття на Національне страхове агентство.

## Контроверсійності
2 січня 2020 року заявила, що «пенсіонери на окупованих Росією територіях мають право на дві пенсії».
13 квітня 2020 року за ініціативою депутатів, серед яких була Третьякова, ВРУ прийняла закон № 553 про зміни до закону про бюджет на 2020 рік, згідно з яким понад мільйон інвалідів втратили можливість отримувати виплати на загальний, побутовий та медичний догляд, з них у 227 тис. інвалідів першої групи. Виплати було поновлено у грудні 2020 року без будь-якої компенсації за використання бюджетних коштів не за призначенням[джерело?].
У червні 2020-го Третьякова заявила, що в сім'ях, які потребують матеріальної допомоги, народжуються діти «дуже низької якості», які в майбутньому теж «сідають на державні кошти». Вона також навела приклади країн, де пропонують стерилізувати безробітних жінок. Після скандалу відмовилася йти з посади голови комітету.
8 жовтня 2021 Третьякова у чаті «Слуги народу» прокоментувала смерть депутата Полякова фразою «одним ворогом менше», після чого частина депутатів у залі почали кричати «ганьба». У Раді засудили ці висловлювання, сама Третьякова заявила, що це «свобода слова». Давид Арахамія попросив вибачення за висловлювання Третьякової. Фракція «Слуга народу» та інші депутатські групи та фракції запропонували відсторонити її від пленарних засідань на п'ять днів.
5-24 травня 2022 — співініціаторка законопроєкту № 7351 який надавав право командирам ЗСУ вбивати військовослужбовців за невиконання наказів без доведених належним чином обставин. Законопроєкт оцінений ЗМІ як спроба відновити смертну кару в Україні.
22 Липня 2025 року проголосувала за проєкт закону 12414, що обмежує Національне антикорупційне бюро України та Спеціалізовану антикорупційну прокуратуру. Закон викликав хвилю антикорупційних протестів.